# Брадати коли
Брадати коли или Брадати шкотски овчар је пастирска раса паса коју су некада користили првенствено шкотски пастири, али сада углавном популаран породични пратилац.
Брадати шкотски овчари имају просечну тежину од 18-27 килограма. Мужјаци су око 51–56 центиметара високи у гребену, док су женке око 51–53 центиметра.

## Историја
Легенда о пореклу брадатог овчара је да су преци данашњег пољског равничарског овчара напуштени на обалама Шкотске, а ови пси су потом узгајани са домаћим пастирским псима. Варијанта ове приче је да је Казимиер Грабски, пољски трговац, наводно трговао пошиљком жита за овце у Шкотској 1514. године и довео шест пољских низијских овчара да их населе. Шкотски овчар је био толико импресиониран пастирским способностима паса да је заменио неколико оваца за неколико паса. Пољски овчарски пси су узгајани са локалним шкотским псима за производњу брадатог колија.
Прво писано спомињање брадатог шкотског овчара јавља се 1891. године, када  их је Д.Ј. Томсон Греј описао у својој књизи Пси Шкотске.
Бејли и Џини од Бокенар су оснивачи модерне изложбене расе; постоји само неколико других крвних линија које се могу регистровати, сачуване великим делом упорношћу господина Николаса Бродбриџа (Сален) и госпође Бети Фостер (Бредон) . Они су засновани на Турнбулл'с Блуе—брадатом колију из чистог радног стада, регистрованом у ИСДС-у када је ИСДС још увек регистровао неграничне шкоте. Родио је три легла брадатих шкотских овчара који се могу регистровати.
Док се регистроване расне линије могу пратити до ограниченог броја крвних лоза, још увек има много нерегистрованих брадатих шкотских овчара у Шкотској, од којих неки још увек раде као пастирски пси.
Раса је постала популарна у последњој половини 20. века — делимично је покренула Потердал Класик ат Мунхил, брадати шкотски овчар који је освојио награду Бест ин Шоу на Круфтс 1989. Клуб брадатих шкота прославио је свој Златни јубилеј 2005. године.
Брадати шкотски овчар заузима 117. место од 175 раса по популарности у Сједињеним Државама, према годишњој ранг-листи раса Америчког кинолошког клуба. Брадатог шкотског овчара је најбоље набавити од реномираног одгајивача или спасиоца пса.
Брадати шкотски овчари су одлични кућни љубимци за оне који желе да се прилагоде њиховом високом нивоу енергије - веома су ентузијастични и имају полетну природу. Такође захтевају редовну негу; недељно четкање је обавезно да би њихова дуга длака била без ћебања. Неки власници брадатих шкотских овчара одлучују да своје кућне љубимце ошишају на "штене", што смањује потребу за чешљањем. Брадати шкотски овчари су енергична раса, првобитно намењена за чување оваца у Шкотским брдима; такође се истичу у агилности паса и вежбама послушности.

## Радни век
Брадати коли се користи за чување оваца и говеда. То је у суштини радни пас—одгајан да буде издржљив и поуздан, способан да издржи најтеже услове и најтеже овце. Радни брадати коли је постао мање уобичајен у последњих неколико деценија и ризиковао је да изумре.
Инстинкти стада и управљивост могу се проценити у неконкурентним тестовима стада. Брадати шкотски овчари који испољавају основне овчарске инстинкте могу бити обучени да се такмиче у огледима стада.

## Здравље
Студија у Великој Британији из 2024. године показала је да је очекивани животни век ове расе 13,9 година у поређењу са просеком од 12,7 за чисте расе и 12 за мелезе.
Водећи узроци смрти међу брадатим колијима у истраживању Кенел Клуб-а из 2004. године били су старост (26%), рак (19%), цереброваскуларна болест (9%) и хронична инсуфицијенција бубрега (8%).
Даље постојеће расе брадатих колија укључују: дерматолошка стања, као што су пемфигус и болест црне коже, фоликуларна дисплазија, мускулоскелетна стања као што је урођена луксација лакта, очна стања, као што је дистрофија рожњаче, катаракта и генерализована прогресивна ретинал (ГПРА).
Хипоадренокортицизам, такође познат као Адисонова болест је наследна болест код брадатих колија, иако механизам наслеђивања није познат. Јавља се када кортекс надбубрежне жлезде производи недовољно глукокортикоидних и/или минералокортикоидних хормона. Погађа отприлике 2–3,4% брадатих шкотских овчара у САД/Канади и узрокује смрт најмање 1% брадатих шкотских овчара у Великој Британији. То су много већи проценти него за општу популацију паса (0,1%), а хипоадренокортицизам узрокује непропорционално велики број угинућа међу младим псима.